# Cantons de la Corresa
Els Cantons de la Corresa (Llemosí) són 37 i s'agrupen en tres districtes: 
- Districte de Briva la Galharda (15 cantons - sotsprefectura: Briva la Galharda) :
 cantó d'Aient - cantó de Bél Luéc - cantó de Béinat - Cantó de Briva la Galharda Centre - cantó de Briva la Galharda Nord-Est - cantó de Briva la Galharda Nord-Oest - cantó de Briva la Galharda Sud-Est - cantó de Briva la Galharda Sud-Oest - cantó de Donzenac - cantó de Julhac - cantó de L'Archa - cantó de Libèrçac - cantó de Mala Mòrt - cantó de Maiçac - cantó de Visoas

- Districte de Tula (14 cantons - prefectura: Tula) :
cantó d'Argentat - cantó de Corrèsa - cantó d'Aus Gletons - cantó de La Pléu - cantó de Mércuer - cantó de La Ròcha Canilhac - cantó de Sent Privat - cantó de Selhac - cantó de Trainhac - cantó de Tula Campanha Nòrd - cantó de Tula Campanha Sud - cantó de Tula Urban Nòrd - cantó de Tula Urban Sud - cantó d'Usèrcha

- Districte d'Ussel (8 cantons - sotsprefectura: Ussèl) :
cantó de Bòrt - cantó de Bujac - cantó d'Eiguranda - cantó de Maismac - cantó de Nòu Vic - cantó de Saurnac - cantó d'Ussel Est - cantó d'Ussel Oest